# Anime Studio
Anime Studio (tidigare Moho) från e frontier är ett tvådimensionellt, vektorbaserat animationsprogram skapat av Mike Clifton.

## Funktioner
- Anime Studio kan manipulera vektorer (och även bilder) genom att ge dem ett skelett, till vilket vektorerna binds. I de flesta fall är det betydligt smidigare än att ändra vektorer punkt för punkt, och det är en funktion som vanligtvis bara återfinns inom 3D-animation.
- Anime Studio kan flytta och rotera bilder och vektorer i 3D.
- Programmet kan skapa partikelsystem som gör det möjligt att massmultiplicera föremål, och programmera dem att gå i en specifik riktning med en viss hastighet. Med partikelsystemet kan du enkelt skapa effekter som explosioner, regn, snö eller vattenfall.
- Läpprörelser kan skapas från ljudfiler, antingen manuellt eller automatiskt.
- Anime Studio kan importera 3D-filer i .obj-format. Animationsmöjligheterna med 3D-föremål är dock i nuläget väldigt begränsade.
- Verktygen är skrivna med programmeringsspråket Lua och användaren kan själv skapa egna verktyg och korrigera gamla.

## Import
Anime Studio kan importera följande filformat:
- Videofiler i formaten .avi och .mov.
- Bilder i formaten .jpeg, .png, .bmp och .psd m.m
- Ljudfiler i formaten .wav, .mp3 och .ogg
- 3D-filer i formatet .obj
- Vektor-bilder i formatet .ai

## Export
Anime Studio kan exportera till följande filformat:
- Videofiler i formaten .swf, .AVI och .mov.
- Bilder i formaten .jpeg, .png, .bmp och .psd m.m
- Bildserier i formaten .jpeg, .png, .bmp m.m